# 南京机电职业技术学院
南京机电职业技术学院，是位于江苏省南京市的一所公办全日制普通专科职业技术学校。

## 历史
1978年，721厂工人职工大学开始招生，1981年第一届毕业生正式取得国家承认的大专学历。
1980年8月6日，第四机械工业部四教字〔1980〕1372号批复建立南京电子管厂职工大学。
1982年7月12日，江苏省人民政府苏政复〔1982〕51号文件，南京市机械工业局将所属的南京机床厂、南京第二机床厂、南京微分电机厂、南京工艺装备厂和南京油泵油嘴厂五大企业办职工大学合并组建了南京市机械工业局职工大学，并报江苏省人民政府批准、国家教委批复备案。1992年，南京汽轮电机厂职工大学并入，学校经市人民政府批准更名为南京机械工业职工大学 。
1985年南京电子工业联合职工大学成立，由原电子工业部所属的南京无线电厂职工大学、南京电子管厂职工大学、南京长江机器制造厂职工大学、第十四研究所职工大学、南京有线电厂职工大学、南京华宁联合职工大学等六所独立设置的、经国家教委备案的职工大学联合组成，隶属江苏省电子工业厅。1992年，在原中电总公司教育局、江苏省电子工业厅、南京市人民政府、中山集团及各办学单位的共同努力下，经江苏省教委和国家教委批准，联合成立了教学实体型的南京电子工业职工大学。根据南京市政府关于《批转市二教局关于南京市成人高校布局调整意见》宁政发〔1992〕225号文的通知精神，联合后的校名为“南京电子工业职工大学”。
在省、市教育主管部门的关心下，南京机械工业职工大学、南京电子工业职工大学分别于2000年、2001年取得了普通高校招生资格。
2001年，南京电子工业职工大学在江苏省信息产业厅和南京市教育局的支持下，由学校的主办单位之一南京三乐集团有限公司（南京电子管厂）投资，电子职大与南京机电产业集团下属的国营南京半导体器件总厂签定了土地出让（补偿）协议，开始建设学校的新校区。  
2005年12月，根据南京市人民政府《关于组建南京机电职业技术学院的请示》宁政发〔2005〕153号文的精神，由原南京审计学院院长时家骏、金陵科技学院院长闵光泰、省发改委助理调研员戚玉松、省教育厅发展规划处处长朱卫国、省教育厅发展规划处副处长张鲤鲤、南京市教育局副局长洪伟、南京市教育局发规处处长黄辉、南京市教育局高师处处长过小平等一行莅临学校进行组建南京机电职业技术学院的评估检查工作。
2006年4月3日，江苏省人民政府《关于同意建立南京机电职业技术学院的批复》苏政复〔2006〕33文同意南京机械工业职工大学、南京电子工业职工大学合并组建南京机电职业技术学院。
2006年，南京市人民政府为加快高等职业教育体制改革步伐，优化高等教育布局结构，提高教育质量和办学效益，更好地为“两个率先”服务，2006年7月24日南京市人民政府《关于建立南京机电职业技术学院的通知》宁政发〔2006〕158号决定正式合并组建南京机电职业技术学院，同时撤销南京机械工业职工大学、南京电子工业职工大学建制。南京机电职业技术学院为专科层次的普通高等学校。
2009年7月，由南京机电产业集团公司出资收购了原电子工业职工大学的全部股分，学院成为机电产业集团公司的全资直属单位。

## 专业设置
- 信息工程系[2]：通信技术，软件技术，通信系统运行管理，移动商务，云计算技术与应用。
- 机械工程系[3]：机械制造与自动化，机械设计与制造，数控技术，模具设计与制造。
- 电子工程系[4]：智能产品开发，应用电子技术，物联网应用技术，电子信息工程技术。
- 人文社科系[5]：会计，工业设计，数字媒体应用技术，视觉传播设计与制作，环境艺术设计。
- 自动化工程系[6]：电气自动化技术，机电一体化技术，供用电技术。
- 继续教育学院[7]：工业机器人应用与维护，电气自动化设备安装与维修，通信运营服务，会计，数控专业群（车工、加工中心），机电专业群（机电一体化、机电技术应用），计算机网络应用，新能源汽车制造与装配。